# Polycarpa pigmentata
Polycarpa pigmentata är en sjöpungsart som först beskrevs av William Abbott Herdman 1906.  Polycarpa pigmentata ingår i släktet Polycarpa och familjen Styelidae. Inga underarter finns listade i Catalogue of Life.